# 高铼酸铵
高铼酸铵是一种无机化合物，化学式为NH4ReO4。

## 制备
将高铼酸溶液冷却至0℃，加入被氨气饱和的异丙醇和乙醚，减压蒸馏去除溶剂，得到产物。

## 化学性质
高铼酸铵在230~250℃开始分解，至400℃完全分解：
{\displaystyle {\ce {2NH4ReO4 ->[{△}] 2ReO2 + 4H2O ^ + N2 ^}}}